# Antônio Olinto (Paraná)
Antônio Olinto ist ein brasilianisches Munizip im Süden des Bundesstaats Paraná. Es hat 7.018 Einwohner (2022), die sich Antoniolintenser nennen. Seine Fläche beträgt 470 km². Es liegt 820 Meter über dem Meeresspiegel.

## Etymologie
Mit dem Namen wurde Antônio Olinto dos Santos Pires geehrt. Er war Abgeordneter für Minas Gerais und erster Präsident dieses Staates nach der Ausrufung der Republik. Er bekleidete hohe Staatsämter, unter anderem war er Verkehrsminister, Leiter der Dürrebekämpfungsbehörde oder der Generaldirektion für Telegrafie. Er war auch für die Einwanderung aus der Ukraine zuständig.

## Geschichte

### Besiedlung
In Antônio Olinto begann die Besiedlung durch die Kolonisationsbehörde des Staates Paraná. Im Jahr 1895 teilte deren Direktor Cândido Ferreira de Abreu ein Gebiet in 400 Parzellen zu je zehn Alqueires (24 ha) auf und vergab sie an slawische, polnische und ukrainische Einwanderer. Die Pioniere waren 18 polnische Familien, später kamen die ersten ukrainischen Familien hinzu.
In der zunächst als Colônia Pequena bezeichneten Kolonie lebten schon bald mehr als 370 ukrainische und 84 polnische Familien. Im Jahr 1938 wurde der Ort für einige Monate in Divisa umbenannt, was von der Bevölkerung nicht akzeptiert wurde, so dass der ursprüngliche Name wieder aufgenommen wurde.

### Erhebung zum Munizip
Antônio Olinto wurde durch das Staatsgesetz Nr. 4245 vom 25. Juli 1960 aus Lapa ausgegliedert und in den Rang eines Munizips erhoben. Es wurde am 24. Oktober 1961 als Munizip installiert.

## Geografie

### Fläche und Lage
Antônio Olinto liegt auf dem Segundo Planalto Paranaense (der Zweiten oder Ponta-Grossa-Hochebene von Paraná). Seine Fläche beträgt 470 km². Es liegt auf einer Höhe von 820 Metern.

### Vegetation
Das Biom von Antônio Olinto ist Mata Atlântica.

### Klima
Das Klima ist gemäßigt warm. Es werden hohe Niederschlagsmengen verzeichnet (1.673 mm pro Jahr). Im Jahresdurchschnitt liegt die Temperatur bei 17,9 °C. Die Klimaklassifikation nach Köppen und Geiger lautet Cfb.

### Gewässer
Antônio Olinto liegt im Einzugsgebiet des Iguaçu. Dieser bildet eine kurze Strecke lang die nordwestliche Grenze des Munizips. Die südliche Grenze zum Nachbarstaat Santa Catarina wird vom Rio Negro gebildet.

### Straßen
Antônio Olinto ist über die PR-281 mit der BR-476 verbunden. Diese verbindet Curitiba mit Porto União.

### Nachbarmunizipien
| São Mateus do Sul | São João do Triunfo                         | Lapa       |
|                   | Kompassrose, die auf Nachbargemeinden zeigt | Mafra (SC) |
| Três Barras (SC)  |                                             |            |

## Stadtverwaltung
Bürgermeister: Alan Jaros, PSD (2021–2024)
Vizebürgermeister: Jurandir Ferreira Alves, PSD (2021–2024)

## Demografie

### Bevölkerungsentwicklung
Der Mechanisierungsprozess in der Landwirtschaft und die klimatischen Veränderungen mit den damit verbundenen Ernteausfällen führte zu merklicher Landflucht. Es gab Umzüge nach Curitiba, Rio Negrinho (SC), São Mateus do Sul, Lapa und Três Barras (SC). Erwähnenswert ist auch das Phänomen der Wanderbevölkerung, die leicht von einer Nachbargemeinde in eine andere oder auch innerhalb der Gemeinde selbst zwischen städtischen und ländlichen Gebieten wechselt.
| Jahr | Einwohner | Stadt | Land |
| ---- | --------- | ----- | ---- |
| 1970 | 7.177     | 3 %   | 97 % |
| 1980 | 6.804     | 5 %   | 95 % |
| 1991 | 7.733     | 8 %   | 92 % |
| 2000 | 7.407     | 8 %   | 92 % |
| 2010 | 7.351     | 9 %   | 91 % |
| 2022 | 7.018     |       |      |

Quelle: IBGE, bis 2010: Volkszählungen und Volkszählung 2022

### Ethnische Zusammensetzung
| Gruppe * | 1991    | 2000    | 2010    | wer sich als …                                                                   |
| --- | ------- | ------- | ------- | -------------------------------------------------------------------------------- |
| Weiße | 88,3 %  | 90,9 %  | 74,2 %  | weiß bezeichnet                                                                  |
| Schwarze | 0,7 %   | 0,3 %   | 2,2 %   | schwarz bezeichnet                                                               |
| Gelbe | 0,0 %   | 0,0 %   | 0,1 %   | von fernöstlicher Herkunft wie japanisch, chinesisch, koreanisch etc. bezeichnet |
| Braune | 11,0 %  | 8,6 %   | 23,4 %  | braun oder als Mischung aus mehreren Gruppen bezeichnet                          |
| Indigene | 0,1 %   | 0,1 %   | 0,0 %   | Ureinwohner oder Indio bezeichnet                                                |
| ohne Angabe | 0,0 %   | 0,1 %   | 0,0 %   |                                                                                  |
| Gesamt | 100,0 % | 100,0 % | 100,0 % |                                                                                  |
| *) Das IBGE verwendet für Volkszählungen ausschließlich diese fünf Gruppen. Es verzichtet bewusst auf Erläuterungen. Die Zugehörigkeit wird vom Einwohner selbst festgelegt. |         |         |         |                                                                                  |

Quelle: IBGE (Stand: 1991, 2000 und 2010)

## Wirtschaft
Die Haupteinkommens- und Arbeitsquelle ist die Landwirtschaft. Die Flächen werden zu 80 % von Familienbetrieben bewirtschaftet.
Prägend ist der Anbau von Herva Mate, für den 400 Landwirte zusätzlich zu ihren Familienarbeitskräften während der Ernte im Juli und August um die 150 Personen vorübergehend einstellen.  Mate wird zunehmend im Ort selbst weiterverarbeitet.
Mais wird in der gesamten Gemeinde angebaut, wird aber wegen der hohen Kosten zunehmend durch Soja ersetzt. Kartoffeln werden nur noch von mittleren und großen Erzeugern produziert.
Wirtschaftlich bedeutsam ist auch die Milchviehhaltung, in die aber kaum investiert wird. Die Nutztierhaltung (Geflügel, Schweine, Pferde, Ziegen, Schafe und Rinder) dient praktisch nur zur Selbstversorgung.
Tabak wird in der ganzen Wertschöpfungskette erzeugt, was insbesondere für kleine Grundstücke attraktiv ist. Weitere Einnahmequellen sind die Bewirtschaftung von Kiefern- und Eukalyptuswäldern sowie der Obstanbau. Der Olivenanbau bietet einen stabilen Markt und Preis.